# Charles-Omer Valois
Charles-Omer Valois (* 24. April 1924 in Montréal; † 4. August 2013 in Saint-Jérôme) war Bischof von Saint-Jérôme.

## Leben
Charles Valois studierte Philosophie und Katholische Theologie an den Priesterseminaren von Sainte-Thérèse und von Montréal. Er empfing am 3. Juni 1950 die Priesterweihe durch Paul-Émile Kardinal Léger, Erzbischof von Montréal. Er war von 1950 bis 1962 Professor am Seminar von Sainte-Thérèse in Sainte-Thérèse, unterbrochen durch ein Geschichtsstudium von 1955 bis 1957 an der Universität Montreal. 1963 beendete er dort auch ein Studium der französischen Literaturwissenschaften. Zudem war er bis 1964 Kaplan von Jeunesse étudiante chrétienne. 1968 wurde er Vizeregens, später Regens des Priesterseminars. Er engagierte sich bei den Bildungsreformen in Quebec, vor allem von 1968 bis 1973 als Gründungsrektor des Collège Lionel-Groulx. 1973 übernahm er die Pfarrstelle von Sainte-Adèle in Saint-Jérôme; zwei Jahre später wurde er Generalvikar des Bistums Saint-Jérôme sowie verantwortlich für den Seelsorgedienst. 1977 wurde er nach der Versetzung von Bischof Bernard Hubert Diözesanadministrator.
Papst Paul VI. ernannte ihn am 10. Juni 1977 zum Bischof von Saint-Jérôme. Der Apostolische Pro-Nuntius in Kanada, Angelo Palmas, weihte ihn am 29. Juni desselben Jahres zum Bischof; Mitkonsekratoren waren Bernard Hubert, Bischof von Saint-Jean-de-Québec und Robert Lebel, Bischof von Valleyfield.
Er war Mitglied der Canadian Conference of Catholic Bishops (CCCB) und dort Mitglied des Ständigen Ausschusses und der Kommissionen für den Klerus sowie Gerechtigkeit und Frieden sowie Soziale Kommunikation in den französischsprechenden Diözesangebieten. Er war Mitglied der Commission de la vidéo religieuse.
Am 22. Januar 1997 wurde seinem Ruhestandsgesuch aus gesundheitlichen Gründen durch Papst Johannes Paul II. stattgegeben.
Charles Valois war Großprior der Statthalterei Canada-Montréal des Ritterordens vom Heiligen Grab zu Jerusalem.

## Schriften
- La Chambre d’Assemblée du Bas-Canada 1792–1815, 1960
- Évolution de la pensée religieuse de Julien Green d’après son Journal, 1963
- Conversion et engagement des chevaliers et dames du Saint-Sépulcre, 1985
- Le courage de changer, 2009 (Memoiren) Le courage de changer